# Gamzat-bek
Gamzat-bek Gotsalinski (in russo Гамзат-бек?; Daghestan, 1789 – Khunzakh, 1º ottobre 1834) è stato un imam russo.

## Biografia
È stato il secondo imam del Daghestan, che è succeduto a Ghazi Mullah alla sua morte nel 1832.
Gamzat-bek era figlio di un Bey avaro e studiò sotto la supervisione di predicatori musulmani, per poi diventare un appassionato seguace di un ordine sufi.
Nel mese di agosto 1834, Gamzat-bek lanciò un attacco contro dei khan avari, sostenitori del governo russo ed ostili verso il sufismo; dopo essere riuscito a catturare la capitale Khunzakh, giustiziò la regnante Pakhubike ed i suoi figli e passò i successivi diciotto mesi a lottare attivamente contro i russi.
Venne ucciso da una cospirazione di sostenitori dei khan avari (della cui faceva parte Hadji Murad); dopo la sua morte, il suo posto venne preso dall'imam Shamil, che divenne il terzo imam del Daghestan (Imamato del Caucaso).
| Controllo di autorità | VIAF (EN) 8598311 · CERL cnp01140855 · GND (DE) 134193113 |